# Dwór w Małusach Wielkich
Dwór w Małusach Wielkich – zabytkowy dwór w Małusach Wielkich w powiecie częstochowskim. Wokoło znajdują się pozostałości parku i stawów.

## Opis
Do II wojny światowej dwór należał do Adolfa Steinhagena. Budynek jest parterowy z piętrowym gankiem od strony południowej, podpartym trzema arkadami. Obecnie mieści się tu zarząd spółdzielni produkcyjnej. W zespole dworskim znajdują się również rządcówka i kaplica z 2 połowy XIX wieku. Zabudowania znajdują się w otoczeniu zdewastowanego parku. W parku dwie lipy szerokolistne oraz klon jaworowy to pomniki przyrody. Majątek Małusy wchodzi w skład dużego gospodarstwa rolnego. Jego właścicielami są Jarosław Lasecki z żoną oraz brat Dariusz Lasecki.